# Джибраил ибн Бахтишу
Джурджус ибн Джибраил ибн Бахтишу также Бахтишу Гундишапори (688-765) — средневековый врачеватель VIII века, ассирийского или армянского происхождения в Арабском халифате, глава врачей медицинской школы в городе Гундишапур (Бетлабад).

## Биография
Джибраил ибн Бахтишу является основателем придворной династии Бахтишу, члены которой в течение многих лет были главными лекарями арабских халифов. В 765 году Джибраил вылечил умиравшего халифа Аль-Мансура, которого не мог вылечить ни один лекарь в государстве, за что расположил к себе правителя и весь свет Арабского халифата. Благодаря своему высокому профессионализму и авторитету, Джибраил ибн Бахтишу возглавил медицинскую школу в Гундишапуре. В течение многих лет старший Бахтишуа был главным медиком халифа, хотя оставался христианином. Он и все его потомки на протяжении шести поколений успешно служили придворными врачами халифов, были известны в мусульманском мире и высоко почитались правителями до начала XI века.

## Интересные факты
Правнук Джибраила ибн Бахтишу-Абусаел Бахтишу (960-1048 гг.) является учителем Авиценны (Абу Али Хусейн ибн Абдаллах ибн Сина; 980—1037).
Внук Джибраила ибн Бахтишу, третий в династии Бахтишу и его тёзка — Джибраил ибн Бахтишу является основателем больницы в современном смысле этого слова, которую он построил в Багдаде около 800 г. по инициативе халифа Харуна ар-Рашида.